# Chambre de commerce et d'industrie de Quimper Cornouaille
La chambre de commerce et d'industrie de Quimper Cornouaille était une CCI du département du Finistère.
Elle a fusionné avec les CCI de Brest et Morlaix en 2016 pour former la chambre de commerce et d'industrie métropolitaine Bretagne Ouest (ou CCI MBO). Son siège était à Quimper au 145, avenue de Keradenec. Elle possédait une antenne à Quimperlé.
Elle faisait partie de la chambre de commerce et d'industrie de région Bretagne.

## Missions
À ce titre, elle est un organisme chargé de représenter les intérêts des entreprises commerciales, industrielles et de service du Finistère et de leur apporter certains services. C'est un établissement public qui gère en outre des équipements au profit de ces entreprises.
Comme toutes les CCI, elle est placée sous la tutelle du préfet du département représentant le ministère chargé de l'industrie et le ministère chargé des PME, du Commerce et de l'Artisanat.

### Service aux entreprises
- Espace Entreprendre (Création-Reprise-Transmission)
- Centre de formalités des entreprises
- Assistance technique au commerce
- Assistance technique à l'industrie
- Assistance technique aux entreprises de service
- Point A (apprentissage)

### Gestion d'équipements
- Port de pêche d'Audierne.
- Port de pêche de Douarnenez.
- Port de pêche de Le Guilvinec.
- Port de pêche de Lesconil.
- Port de pêche de Loctudy.
- Port de pêche de Saint-Guénolé - Penmarc'h.

### Centres de formation
- Centre de Langues
- Centre Technique
- Centre tertiaire/informatique
- Pôle Management
- École Klaxon Rouge (animation) à Loctudy
- EMBA - École de Management Bretagne Atlantique

## Pour approfondir